# Кантріда (стадіон)
Стадіон «Кантріда» (хорв. «Stadion Kantrida») — футбольний стадіон у місті Рієка, Хорватія, домашня арена ФК «Рієка».
Футбольне поле на місці стадіону функціонувало з 1911 року. Стадіон відкритий у 1913 році. За часів Республіки Фіуме (1924—1945) арена носила назву «Стадіо Комунале дель Літторіо». У 1925 році споруджено трибуни потужністю 8 000 глядачів. Після завершення Другої світової війни, з 1946 року, стадіон є домашньою ареною ФК «Рієка». У 1951 та 1958 роках арена була реконструйована та розширена, в результаті чого місткість становила 25 000 глядачів. 1975 року встановлено систему освітлення. У 1999 році задля приведення стадіону до вимог УЄФА потужність зменшено до 12 600 глядачів. 2012 року на стадіоні встановлено відеоекран площею 80 м². 
У 2014 році було презентовано проект капітальної реконструкції стадіону «Кантріда». 2016 року знесено старі конструкції трибун та підтрибунних приміщень, а у 2017 році розпочато роботи з будівництва нової споруди стадіону. Після реконструкції планується досягти потужності 14 438 глядачів. Стадіон відповідатиме нормам категорії 4 УЄФА. Поруч з ареною ведеться будівництво готелю, торгового центру та концертних майданчиків. 
Стадіон розташований під скелею на узбережжі Адріатичного моря, що робить його особливим з точки зору місця розташування та екстер'єру. 2014 року стадіон ввійшов у «Топ 13 найкрасивіших спортивних майданчиків світу» за версією компанії «Eurosport». У 2015 році видання «FourFourTwo» включило арену до списку дванадцяти найкращих стадіонів у світі.
У 2016 році арена прийняла два матчі кваліфікації до Юнацького чемпіонату Європи з футболу (U-19).
З 2015 року «Рієка» тимчасово приймає домашні матчі на стадіоні «Руєвіца».